# Edward Hinds
Edward A. Hinds FAPS FRS (1949) é um físico britânico.
Destaca-se principalmente com seu trabalho sobre matéria fria.
Foi educado na "Dame Allan's Boy's School" em Newcastle upon Tyne antes de ser-lhe oferecida uma vaga no Jesus College, Oxford, onde matriculou-se em 1968. Lá ele formou-se e também doutorou-se, antes de ir para os Estados Unidos, para lecionar na Universidade Columbia. Foi professor de física na Universidade Yale, retornando ao Reino Unido em 1995, fundando o "Sussex Centre for Optical and Atomic Physics (SCOAP)".
Em 1994 foi eleito membro da American Physical Society, e em 1996 do Instituto de Física. Em 1998 recebeu o Prêmio Humboldt. Em 2008 recebeu a Medalha Thomson e a Medalha Rumford, esta última por "seu trabalho extensivo e altamente inovativo em matéria ultra-fria".